# Kalínina (Dnepróvskaia)
|  | Per a altres significats, vegeu «Kalínina». |

Kalínina - Калинина (rus) - és un khútor del krai de Krasnodar, a Rússia. Es troba a la vora del riu dreta Kirpili. És a 8 km al nord-oest de Timaixovsk i a 71 km al nord de Krasnodar.
Pertany a l'stanitsa de Dnepróvskaia.